# キム・ギマン
キム・ギマン（ハングル表記：김기만、1974年7月14日 - ）は、大韓民国の韓国放送公社 (KBS) 所属のアナウンサー。ソウル市で生まれた。延世大学校の体育教育学科を卒業した。2001年にKBSの第27期公開採用でアナウンサーとして採用され入局した。その後ソウル大学校大学院でスポーツ社会学の修士を授与された。ニュース番組の『지구촌 뉴스』（仮訳：地球村ニュース）や『생방송 세상의 아침』（仮訳：生放送 世の中の朝）などの司会進行を務めている。